# Rhopalophora longipes
Rhopalophora longipes är en skalbaggsart som först beskrevs av Thomas Say 1824.  Rhopalophora longipes ingår i släktet Rhopalophora och familjen långhorningar. Inga underarter finns listade i Catalogue of Life.